# 陸前高田市立図書館
陸前高田市立図書館（りくぜんたかたしりつとしょかん、Rikuzentakata Public Library）は、岩手県陸前高田市高田町の公共図書館。1964年に設置された。2011年3月11日の東日本大震災で壊滅的な被害を受け、2012年からはログハウスの仮設館で業務を行っていたが、2017年7月20日に新図書館が開館した。震災後には市立図書館のほかに3館の私設図書館が陸前高田市内で活動を行っている。

## 歴史

### 前史

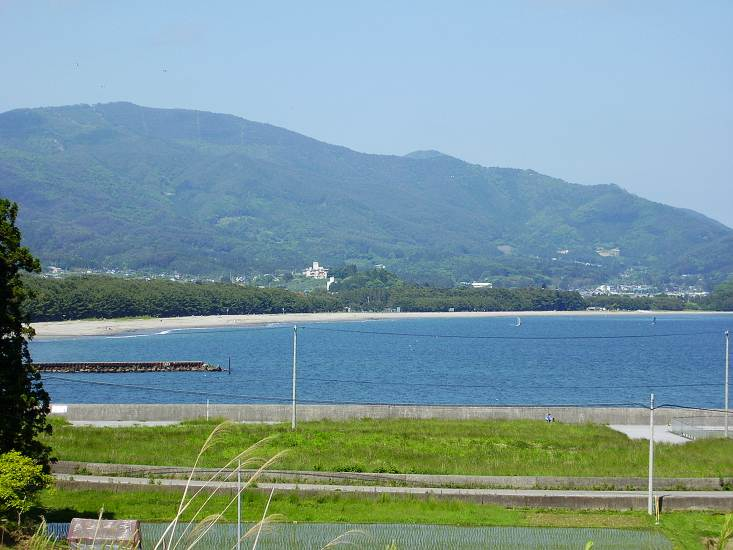
臨時の海浜図書館が置かれた高田松原

陸前高田市の前身となる自治体では、1924年1月26日に竹駒村の竹駒村立小学校に竹駒村立図書館が、同年3月8日に米崎村の米崎村立小学校に米崎村立図書館が、同年3月15日に広田村の広田村立小学校に広田村立図書館が、いずれも「摂政宮（後の昭和天皇）殿下御成婚記念事業」として設置された。竹駒村立図書館と米崎村立図書館では小学校長が図書館長を兼任している。
1930年12月1日には高田町の高田町立小学校に高田町立図書館が設置され、翌1931年5月に高田町青年会館に移転した。この図書館は425冊の図書を備え、年間2,000人が利用したが、施設は不十分だったという。1931年7月23日から8月31日には、風光明媚な高田松原に臨時の海浜図書館が開設された。

### 陸前高田市立図書館の設置
1955年には高田町を中心とする3町5村が新設合併して陸前高田市が成立した。1959年4月、陸前高田市字本丸29にある陸前高田市役所の一室に陸前高田市中央公民館図書部が設置された。1964年には陸前高田市立図書館条例を制定し、4月1日には中央公民館図書部が陸前高田市立図書館に改称された。陸前高田市立高田中学校が移転すると、1967年7月15日には高田中学校の校舎に移転し、2階西側の3教室を用いて図書館業務を再開した。同年11月1日には巡回文庫（移動図書館）を開始したが、トラックにテントを張った簡素な車両だった。中央公民館時代の図書館の蔵書数は約11,000冊だった。

### 陸前高田市体育文化センター時代
陸前高田市は1972年から1974年に22,562m2の公共施設建設用地を取得。1976年から1979年にかけて陸前高田市民体育館、陸前高田市中央公民館、陸前高田市立博物館を建設しており、1977年9月5日から1978年2月28日には891 m2の図書館を建設。総工費は1億2858万9000円。1978年3月12日に新館の開館記念式典を行い、10,870冊を備えて4月に開館した。新設された建物は鉄筋コンクリート造2階建であり、床面積は1階が477m2、2階が414m2で計891m2である。公共施設の集合体である陸前高田市体育文化センターは岩手県有数の施設として賞賛され、岩手県のみならず東北地方の各県や近畿地方などからも視察者が訪れた。
1階に学生閲覧室、児童閲覧室、研修室、閉架書庫・車庫などがあり、2階に一般閲覧室、研修室、貴重本書庫、ブラウジングコーナーなどがあった。1階には学生用の席が24席、児童用の席が24席設けられており、2階には一般用の席が36席設けられていた。1979年度の蔵書数は15,393冊、貸出冊数は13,955冊だったが、1984年度には蔵書数が28,533冊、貸出冊数が28,183冊、1988年度には蔵書数が36,426冊、貸出冊数が30,338冊と、9年間でそれぞれ2倍以上に増加している。

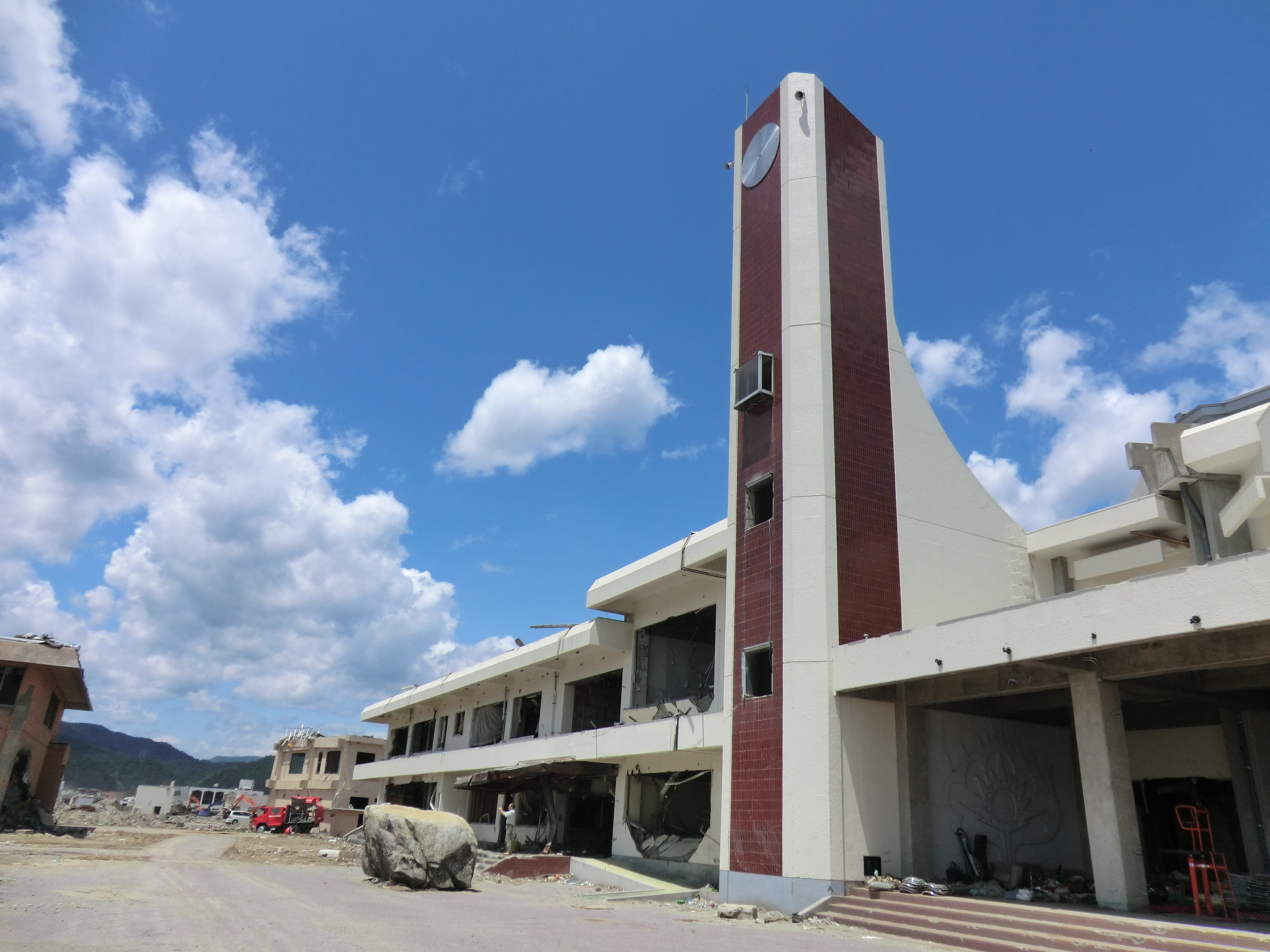
図書館に隣接する体育館と中央公民館を隔てる時計塔

1985年頃には図書館と地元の郷土史家が協力して、吉田家文書の解読作業を開始した。1988年には1階の児童閲覧室に書架を設置し、1989年4月には1階に学生閲覧室と研修室を新設。1991年5月にはコピー機を導入し、1993年にはAV書架を設置したほかに国立国会図書館の図書館間貸出制度に加入した。1995年7月には中高生を対象としたヤングコーナーを設置。1997年の入館者数は30,368人、貸出冊数は67,540点であり、1人あたりの利用率は岩手県内で中位に位置していた。
2002年12月3日にはオンライン蔵書検索システム(OPAC)を導入。岩手県の63館中（分館を含む）32館目のコンピュータ導入事例である。コンピュータの導入によって貸出冊数が大幅に増加し、2002年度の貸出点数80,692点が2003年度には108,666点（1.35倍）となった。震災前の2010年4月時点の蔵書数は80,364点だった。
図書館とボランティアグループが協力し、読書ボランティアの育成、図書館でのおはなし会、学校や保育園での出前おはなし会、ワークショップ、講演会、ブックスタート事業など、特に幼児や小学生を対象とした支援活動を行っていたが、中高生への支援が手薄だとされていた。2007年に文部科学省が「子ども読書応援プロジェクト」の公募を行うと、「作家の出前授業」をメインとした0歳から18歳までのあらゆる子どもを対象とした活動を行っている。この活動の中ではアメリカ出身の詩人であるアーサー・ビナード、絵本作家の飯野和好、児童文学作家の斉藤洋などが講師を務めた。

#### 東日本大震災
2010年4月時点の蔵書数は80,364点。岩手県指定文化財の吉田家文書を所蔵し、古文書や絵図などの貴重な郷土資料なども所蔵していた。2011年3月11日の東日本大震災では、津波によって図書館の建物が壊滅的な状態となり、図書館がどこにあったのかもわからないような状況であった。
地震発生当時の館内には職員6人、利用者4-5人、古文書研究会員2人がいたが、利用者を避難誘導してから館内で図書の整理作業を行っていた職員6人と非番の職員1人の7人が亡くなった。陸前高田市立米崎小学校に駐車中だった移動図書館車は地震発生後に図書館に戻っていたが、津波に押しつぶされて横倒しの状態で発見されている。陸前高田市立体育館で行われた現地調査では、陸前高田市には推定15.8mの津波が押し寄せたとする指摘もある。陸前高田市では市教育委員会生涯学習課（図書館・博物館・体育館などを管轄）に所属する職員12人中11人が亡くなっている。図書・資料の大半が流失するか浸水する被害を受け、郷土資料6,000冊を含む蔵書約80,000冊を失った。陸前高田市は総面積の5.6%、建物用地の42.9%が浸水被害を受け、市役所本庁舎も全壊した。
4月30日に岩手県立図書館が作成した資料では、陸前高田市立図書館の建物は「壊滅状態」、設備は「把握不能」とされている。東日本大震災では岩手県の公立図書館57館中30館が建物被害を受け、陸前高田市に加えて野田村の野田村立図書館と大槌町の大槌町立図書館の3館は壊滅的な状態となった。陸前高田市に隣接する大船渡市立図書館は6月5日に活動を再開しており、この際には陸前高田市民にも貸出サービスを拡大した。岩手県の陸前高田市・大船渡市・住田町に加えて宮城県の気仙沼市などは気仙地方と呼ばれて一体性を持つ地域であり、陸前高田市立図書館は大船渡市や住田町の在住者にも貸出を行っている。

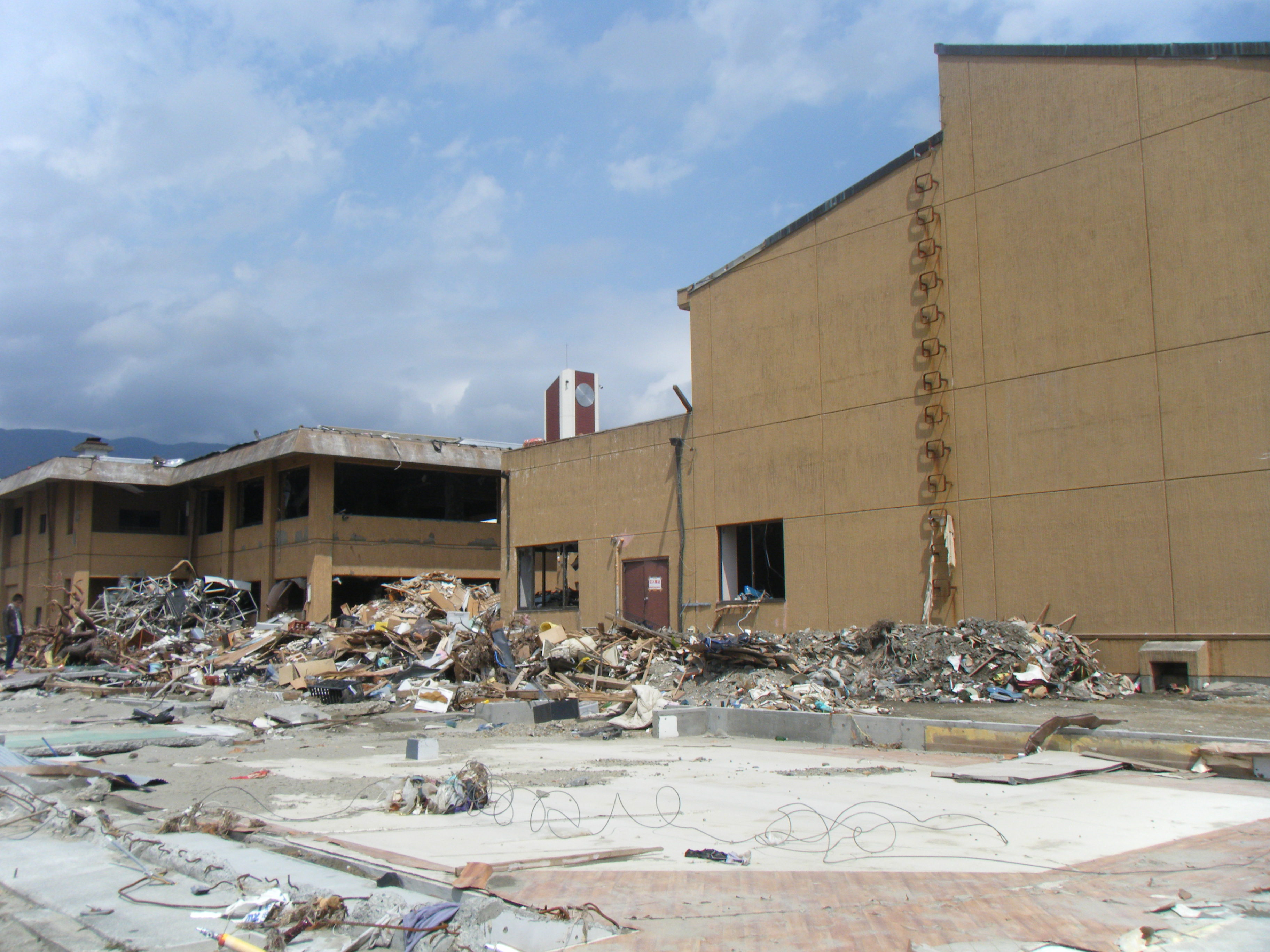
図書館（左）と博物館（2011年5月4日）
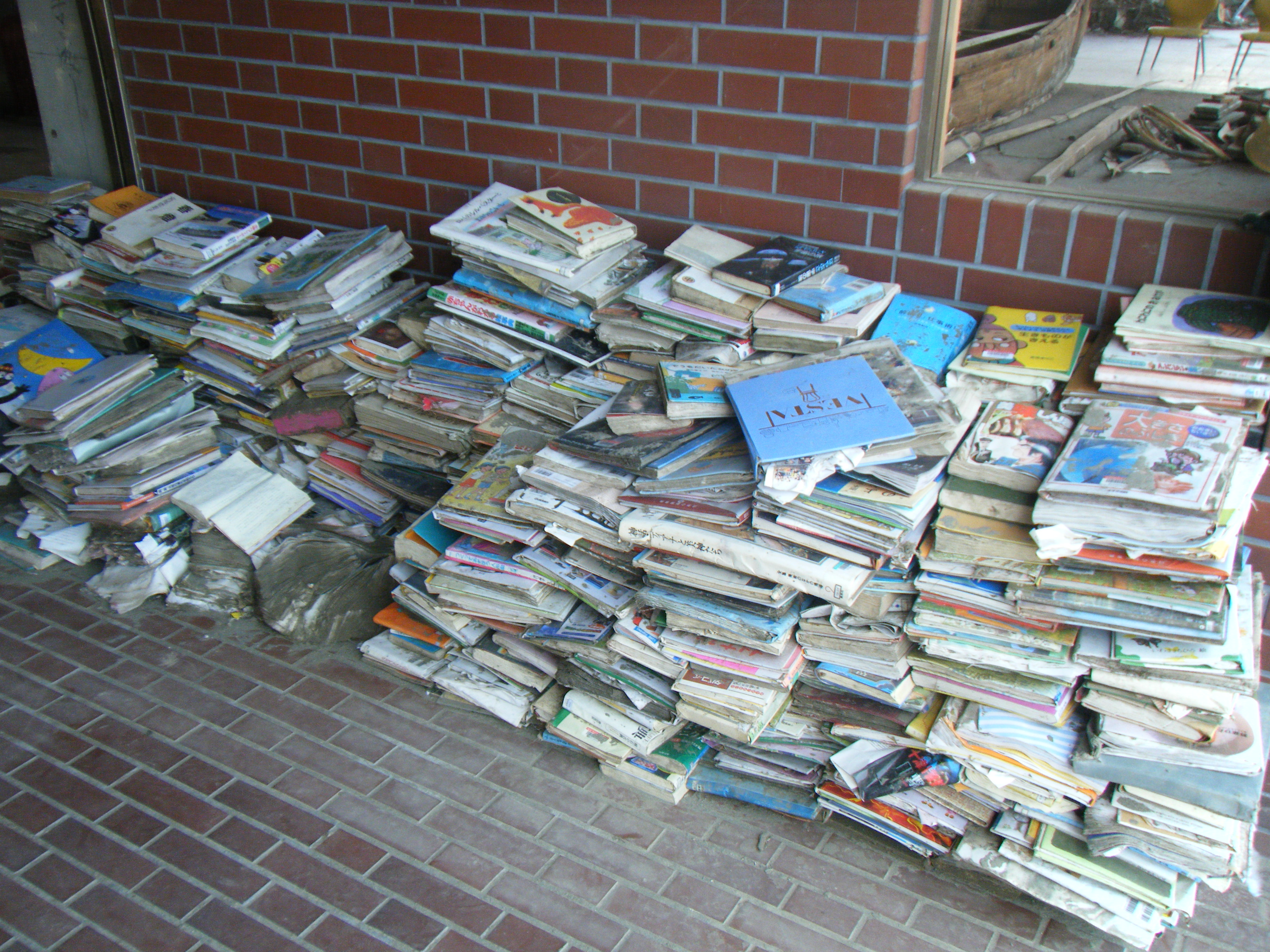
屋外に積まれた図書（2011年5月4日）
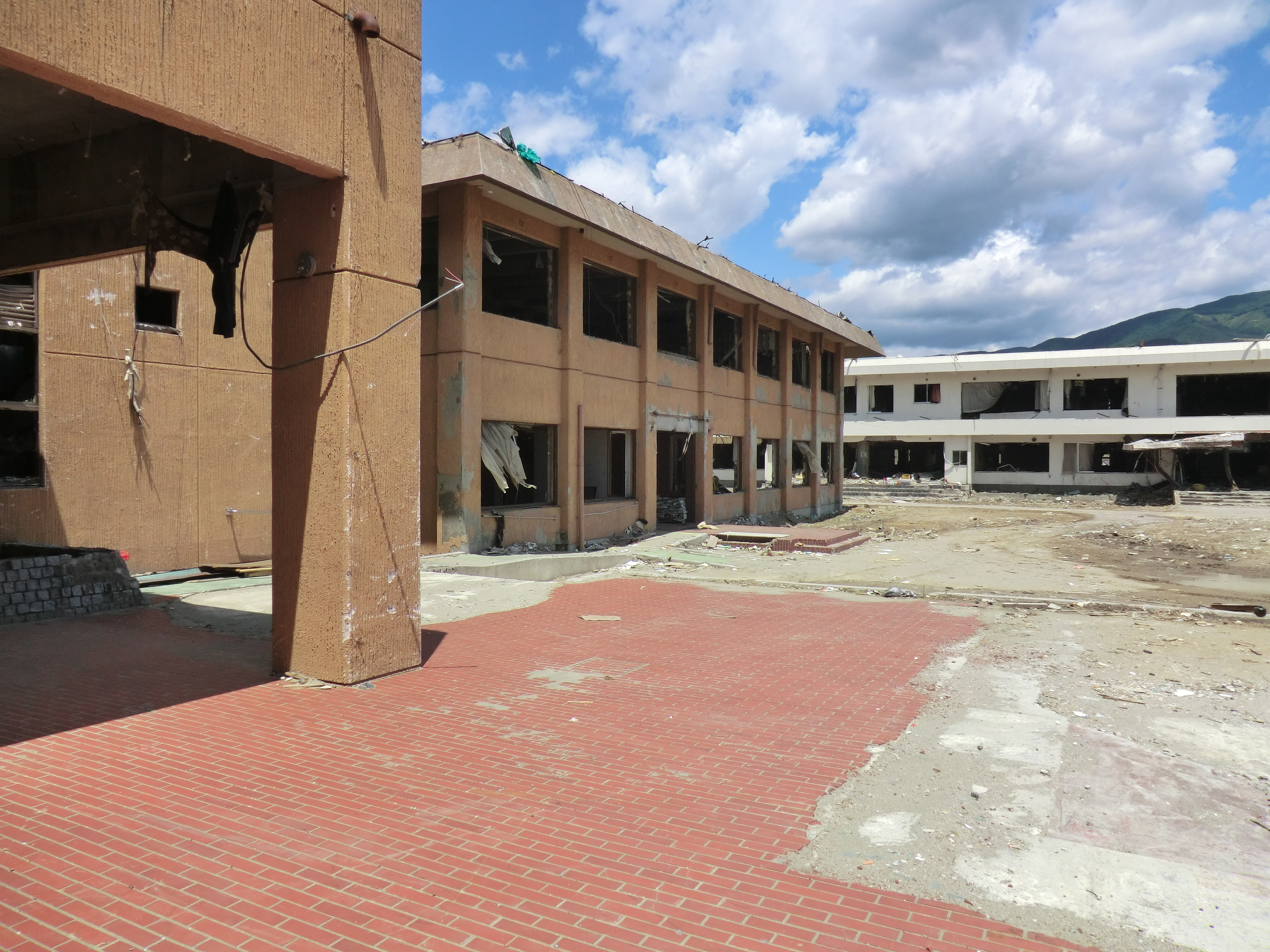
図書館（左）と中央公民館（2011年6月30日）

### 震災後

#### 被災資料の修復作業

##### 吉田家文書
市立博物館なども含めると、陸前高田市では約56万点の文化財などが被災したが、その8割を回収することに成功している。図書館の2階は壁際の書架を除いて破壊されたが、貴重本庫に保管されていた古文書・市議会資料・市史編纂資料などは、水に浸かったものの流出を免れた。2011年4月に岩手県立博物館に搬送されると、岩手県立博物館は吉田家文書などの洗浄やクリーニングなどを行い、岩手県に派遣された国立国会図書館は応急処置や撮影などを行った。その後は国立国会図書館に搬送され、本格的な修復作業が行われている。海水に浸かった資料の修復は世界初の試みである。
吉田家文書は地元の郷土史家らが20年以上かけて解読作業を行っており、95冊中93冊の解読が終了していたが、そのデータは図書館とともに流出したため、2011年12月には解読作業をゼロから再開している。2階書庫の整理作業の様子は2011年5月2日にNHKの『NHKニュースおはよう日本』で取り上げられた。

##### 郷土資料
貴重本庫以外の資料はすべて流出したと思われていたが、実際には自衛隊が約2万冊の児童書・小説・郷土資料を車庫に集めており、地元住民によっても集められていた。2011年11月には東京都のNPO団体が車庫の郷土資料を発見し、日本図書館協会を通じた情報提供と資料救済の協力を申し出る。その後、陸前高田市教育委員会が岩手県立図書館に救済を要請し、岩手県立図書館、国立国会図書館、日本図書館協会が協力して資料の捜索や修復などを行った。
2012年3月17日から19日には、これらの機関が陸前高田市立図書館で捜索と仕分けを行い（第1期）、約500点の資料を救出した。6月3日から5日には岩手県立図書館で資料の応急処置やクリーニングを実施（第2期）。国立国会図書館や日本図書館協会の専門家に加え、富士大学・盛岡大学・岩手大学の教職員や学生などもこれらの作業に加わった。再入手が困難な259点について岩手県立図書館が応急処置を行い、8月からはうち62点のデジタル撮影を行った。2013年8月には陸前高田市立図書館の要請によって、62点のうち再入手できなかった51点の書物が9月に東京都立中央図書館の資料保全室に運ばれた。
東京都立中央図書館の資料保全室は、資料修復を専門とする日本の公立図書館唯一の部署である。撮影、解体、ドライクリーニング、消毒、洗浄、乾燥・平滑化、補修、再製本の順に、1年半かけて修復作業を行った末に、2015年3月20日に仮設図書館に返還された。書物の返還に先立ち、東京都立中央図書館では2月20日から3月11日まで「大津波からよみがえった郷土の宝 - 陸前高田市立図書館　郷土資料の修復展 -」を開催している。2013年8月には関係者などによって発掘されていた83点を追加で受け入れ、2016年末までの予定で修復作業を行っている。
2013年3月18日には、陸前高田市内にある岩手県立高田高等学校図書室の被災資料の救済作業を盛岡大学が開始している。

#### 図書館の再開

##### 仮設館の開館
7人の職員全員が亡くなった陸前高田市立図書館は、応援職員を中心に2011年度には移動図書館活動のみを行い、津波の被害を受けなかった21か所を巡回した。図書館勤務経験があった自治体職員は1人だけだったが、2012年3月に書誌データの登録業務を開始。
2012年度にはこの正規職員1人、嘱託職員3人、緊急雇用創出事業による臨時職員6人によって、仮設館内で寄贈図書の選書と登録作業を開始。2011年度中には全国各地から図書の寄贈があったため、職員は選書や蔵書登録などの作業を行う。図書館システムを構築した業者の社長も震災で亡くなっており、蔵書登録作業は難航した。ブックカバー貼りのボランティア募集には市内や岩手県内のみならず、東京都・埼玉県・愛知県などからも支援者が駆けつけている。2013年度には専任館長、正規職員1人、嘱託職員4人、緊急雇用創出事業による臨時職員6人の体制となった。
2012年6月中には全壊した図書館の解体作業が開始され、2013年3月までに解体作業が終了した。図書館振興財団からの支援を得た札幌市のボランティア団体「北海道ブックシェアリング」は、仮設市立図書館の建設資金550万円を寄付。札幌大学の学生らがボランティアとして仮設館の建設にあたり、2012年8月末にはログハウス2階建の仮設館の建設を開始した。この仮設館は竹駒町の高台にあり、子ども図書館「ちいさいおうち」に隣接している。約2週間後の9月にはログハウスが完成し、12月1日にはログハウス内で仮設図書館一般閲覧室（50m2）が開館した。仮設館は旧図書館から5km離れており、公共交通機関によるアクセス手段がないため、どの程度の利用者がいるのか未知数の状態での開館だった。
開館時の蔵書は約13,000冊。一般書のほかに郷土資料や震災関連資料などがあり、開館当初から検索システムや取り寄せサービスを行っている。日本全国から寄贈された約13,000冊のうち約4,000冊が配架され、貸出やコピーなどのサービスも再開した。建物内部の入口付近には木製テーブルや書棚を置いている。室内の一角には東日本大震災関連図書コーナーを設けており、関連する新聞記事のスクラップなどを並べている。開館月の2012年12月には1日平均15人ほどが利用した。2013年6月以降には立教大学から書架の寄贈を受け、2013年9月には聖心女子大学ほかからパラソルなど「憩いの広場」の寄贈を受けた。

##### 仮設館の取組み

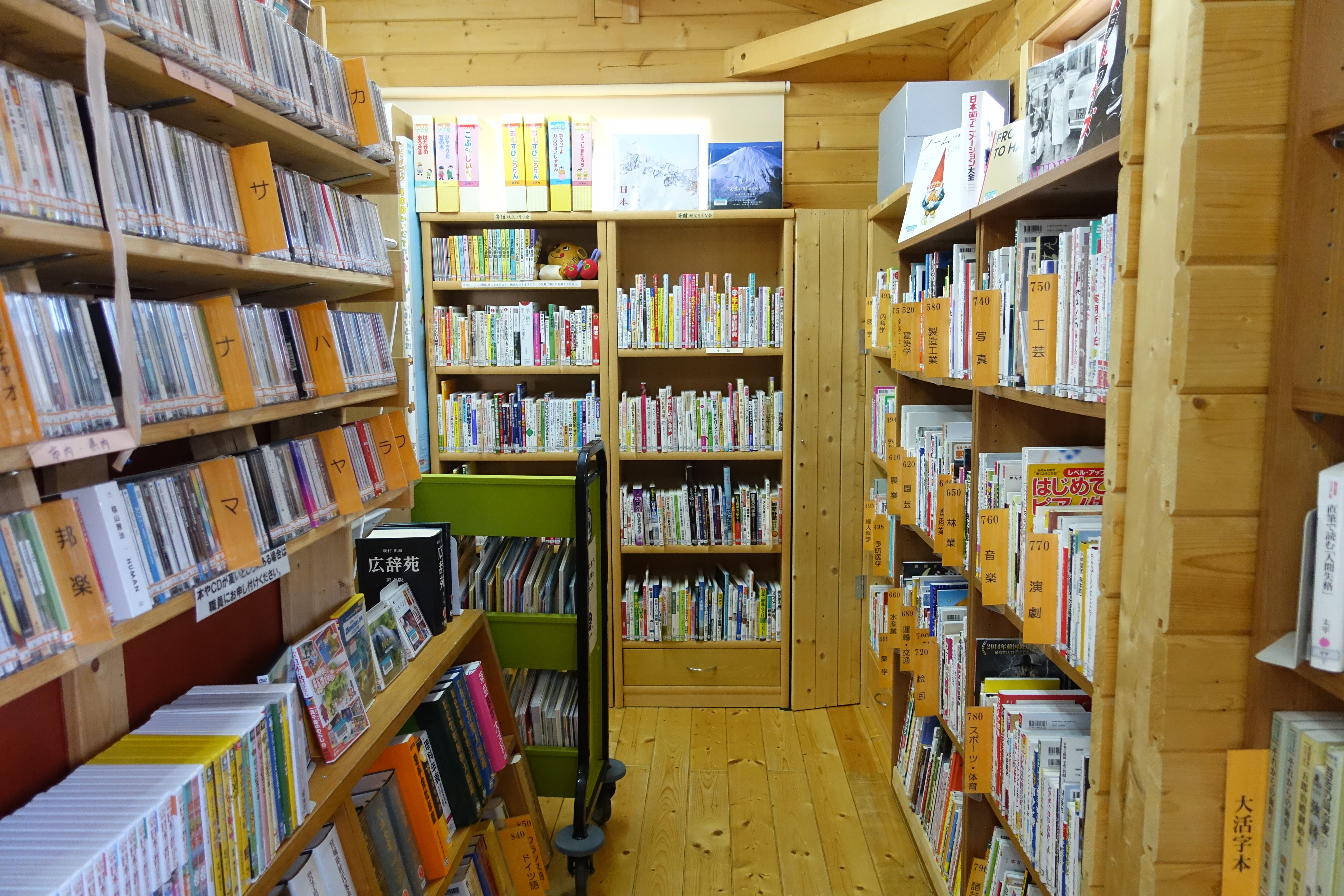
仮設館の館内

寄贈された書籍の保管場所の確保などに問題を抱えていたことから、2012年6月には「陸前高田市立図書館ゆめプロジェクト」が開始された。このプロジェクトはバリューブックスによる社会事業「ブックスフォージャパン」の一環であり、寄贈された図書の買取金額相当を図書館再建の資金に充てている。2014年9月末時点では130万冊以上がこのプロジェクトに寄贈され、その買取金額は約2300万円にのぼる。
毎週水曜日には図書館内でコーヒーを飲みながら利用者同士で談笑ができる「井戸端図書館」を開催している。震災前には1日平均120人の利用者がいたが、2013年8月時点では1日平均17人程度である。震災時にはすべての音楽CDが流出しており、同8月には日本レコード協会から音楽CD500枚が寄贈された。開館10か月後の2013年10月22日には、仮設図書館への来館者数が5,000人を突破した。
2015年4月時点の蔵書数は震災前の46%にあたる37,027冊である。陸前高田市立図書館の2015年時点の貸出冊数は震災前の30%、入館者数は震災前の28%だった。民間支援によって開館した3館の入館者数を合わせても、2009年度の入館者数の半分にも満たない。

### 新図書館の建設

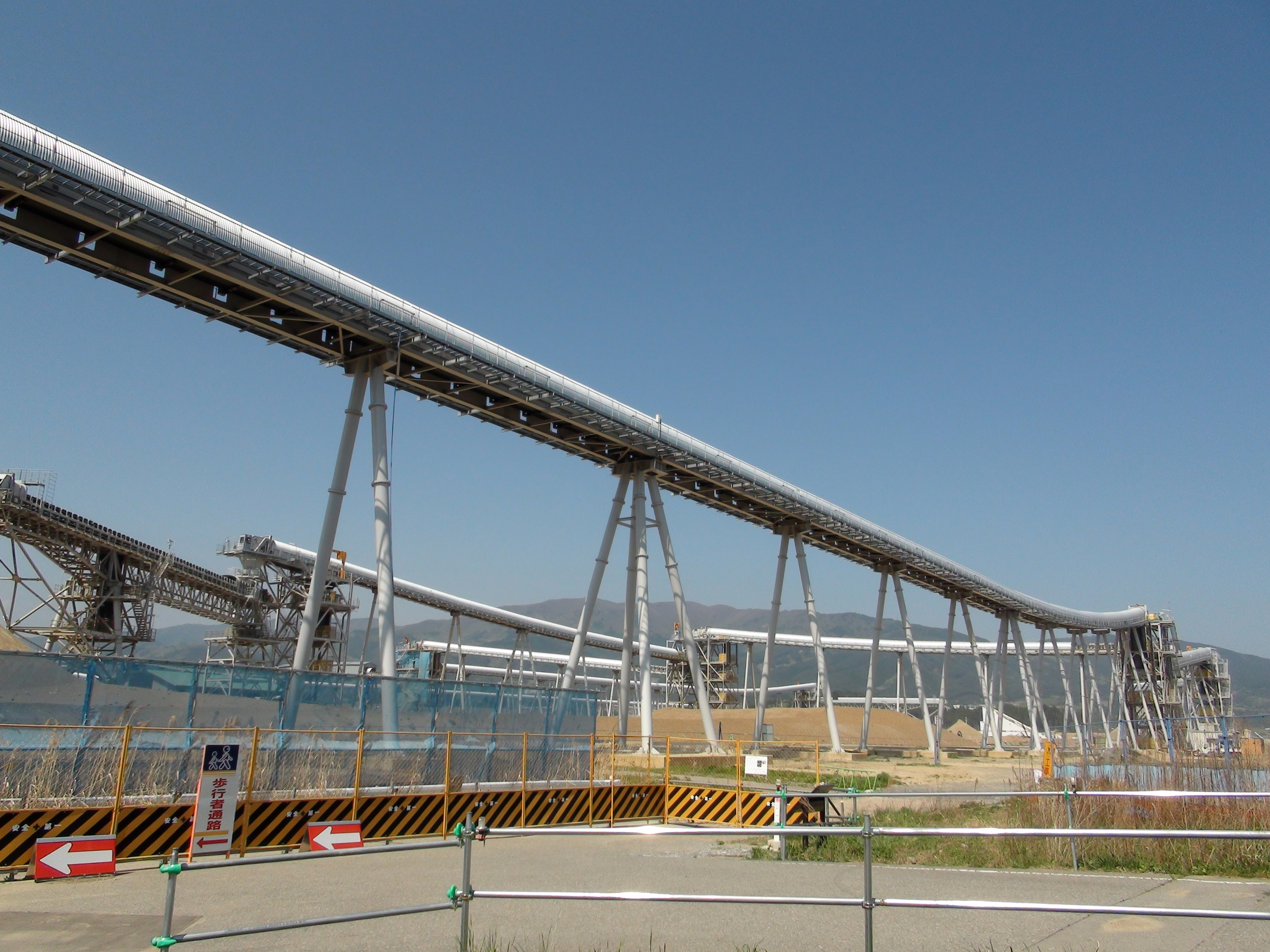
内陸部に嵩上げ用土砂を運搬するための巨大ベルトコンベア

東日本大震災で大きな被害を受けた陸前高田市は、旧市街地に高さ10メートルの嵩上げ地を造成、そこにまったく新しい新市街地を建設する。市民の代表者、ボランティア団体、NPO団体、有識者によって構成される図書館検討委員会が基本構想の素案をまとめ、その素案に市民アンケートやパブリックコメントを反映させた上で、2015年9月には新陸前高田市図書館整備基本構想が発表された。
嵩上げ地に建設される新図書館は中心市街地の本丸公園通りに面し、まちなか公園と隣接する。商業施設が併設され、商業施設を建設する事業者が整備した図書館スペースを陸前高田市が買収する形式をとる。図書館は商業施設とコミュニティスペースを共有し、各種イベントを開催する予定である。
震災前の図書館と同じ延床面積891m2を予定。約35,000冊の一般書コーナー、約15,000冊の児童書コーナー、約5,000冊の郷土資料コーナーなどが設けられる予定であり、約18,000冊の公開書庫や約30,000冊の閉架書庫が設置される予定である。雑誌架は約100誌分用意され、雑誌の閲覧スペースとして約20席が用意される。一般閲覧席は50席が予定され、デスク席にはパソコン用の電源が設置される。2016年2月に建設事業者を決定し、2016年度中に着工した。総事業費は約6億円。新館開館にともない、仮設館は6月30日をもって閉館した。

### 新館開館後
2017年7月20日、新図書館が開館した。図書館の建物は大型商業施設「アバッセたかた」に併設された木造平屋建であり、延床面積は891m2。仮設館からは約35,000冊が持ち込まれ、新規購入した約30,000冊と合わせた開館時の蔵書数は約65,000冊。

## 私設図書館
|      |                |                            |        |
| 形態 | 開館時期       | 名称                       | 所在地 |
| 市立 | 2012年12月1日  | （仮設）陸前高田市立図書館 | 竹駒町 |
| 私設 | 2011年11月12日 | 「にじのライブラリー」     | 気仙町 |
| 私設 | 2011年11月26日 | 「ちいさいおうち」         | 竹駒町 |
| 私設 | 2012年4月7日   | 陸前高田コミュニティ図書室 | 小友町 |

2011年から2012年にかけて、陸前高田市内には私設図書館が3館開館した。陸前高田市立図書館と私設の3館は連携して図書館業務を行っており、市立図書館の公式ウェブサイトでは私設館についても紹介している。「ちいさいおうち」の職員1人は市立図書館が雇用した職員であり、市立図書館と「ちいさいおうち」は電話を共有している。4館は定期的に情報交換を行う会議を開催しており、2014年2月には4館を回るスタンプラリーを実施した。運営方法や位置づけに差異はあるものの、将来的には全館が市立図書館に統合される可能性がある。

### 「にじのライブラリー」
2011年3月11日の東日本大震災から約半年後の11月12日には、三井物産の支援によって子ども図書館「にじのライブラリー」が開館した。「子どもたちへ＜あしたの本＞プロジェクト」と「＜大震災＞出版対策本部」が運営を行っている。この建物は気仙川右岸の気仙町にあり、避難所にもなった北野神社今泉天満宮社務所跡地にある。建物は木造平屋建で、延床面積は106m2。土日・祝日・水曜日に開館している。開館時の蔵書は約2,000冊だったが、2014年時点では約3,200冊となった。
神社境内に設置された「にじのライブラリー」は、図書館機能以外に地域住民の交流場所にもなっている。「ふっくら布ぞうりの会」が布ぞうりやハンカチづくりをおこなっているうえに、宮司らによる「今泉天満宮の再建を支援する会」の拠点にもなっている。

### 「ちいさいおうち」
「にじのライブラリー」開館からの2週間後の2011年11月26日には、盛岡市に拠点を置くNPO法人うれし野こども図書室が、竹駒町のコミュニティセンター敷地内に子ども図書館「ちいさいおうち」を設置。この子ども図書館はトレーラーハウスを利用しており、68m2（約20畳）の広さを持つ。NPO法人うれし野こども図書室は、陸前高田市教育委員会と連携して運営・管理を行っている。トレーラーハウスや書架などは特注品であり、蔵書の多くは児童書に詳しい東京こども図書館自身が選書したものである。
蔵書は0歳から18歳を対象としており、陸前高田市または近隣市町村在住者であればだれでも利用可能である。開館当初の蔵書数は約2,500冊だったが、2014年7月には4,200冊を超えた。火・水・金・土・日の週5日開館。東京こども図書館から1人、陸前高田市から1人の計2人の職員がいる。開館から15か月後の2013年2月末時点で468人が利用者登録を行っている。「ちいさいおうち」開館時の蔵書は約2,000冊だったが、2015年3月には約4,500冊となった。
トレーラーハウスを改造した形態の建物であるため、陸前高田市の復興状況に応じて移転する可能性がある。2012年12月1日に隣接場所に（仮設）陸前高田市立図書館が開館したため、児童へのサービスは「ちいさいおうち」、大人へのサービスは（仮設）陸前市立図書館と、役割を分担している。「ちいさいおうち」は設立当初から陸前高田市立図書館の一部となることを視野に入れて活動している。

### 陸前高田コミュニティ図書室
2012年4月7日には、小友町の仮設住宅団地内に陸前高田コミュニティ図書室が開設された。この仮設住宅団地は陸前高田市街地から太平洋に突き出た広田半島の内陸部、オートキャンプ場に建設されている。建物は木造平屋で60坪（約198m2）、うち20坪（約66m2）が図書館に充てられている。
クラウドファンディング「陸前高田市の空っぽの図書室を本でいっぱいにしようプロジェクト」で寄付金を募っており、アジア南太平洋友好協会が建設資金を供出している。自治会が施設の維持管理を行っており、シャンティ国際ボランティア会が運営を担っているが、シャンティは地元で運営職員を雇用している。開館当初の蔵書数は約500冊だったものの、2014年には移動図書館積載図書も含めて約50,000冊となった。月・木・金・土・日の週5日開館している。

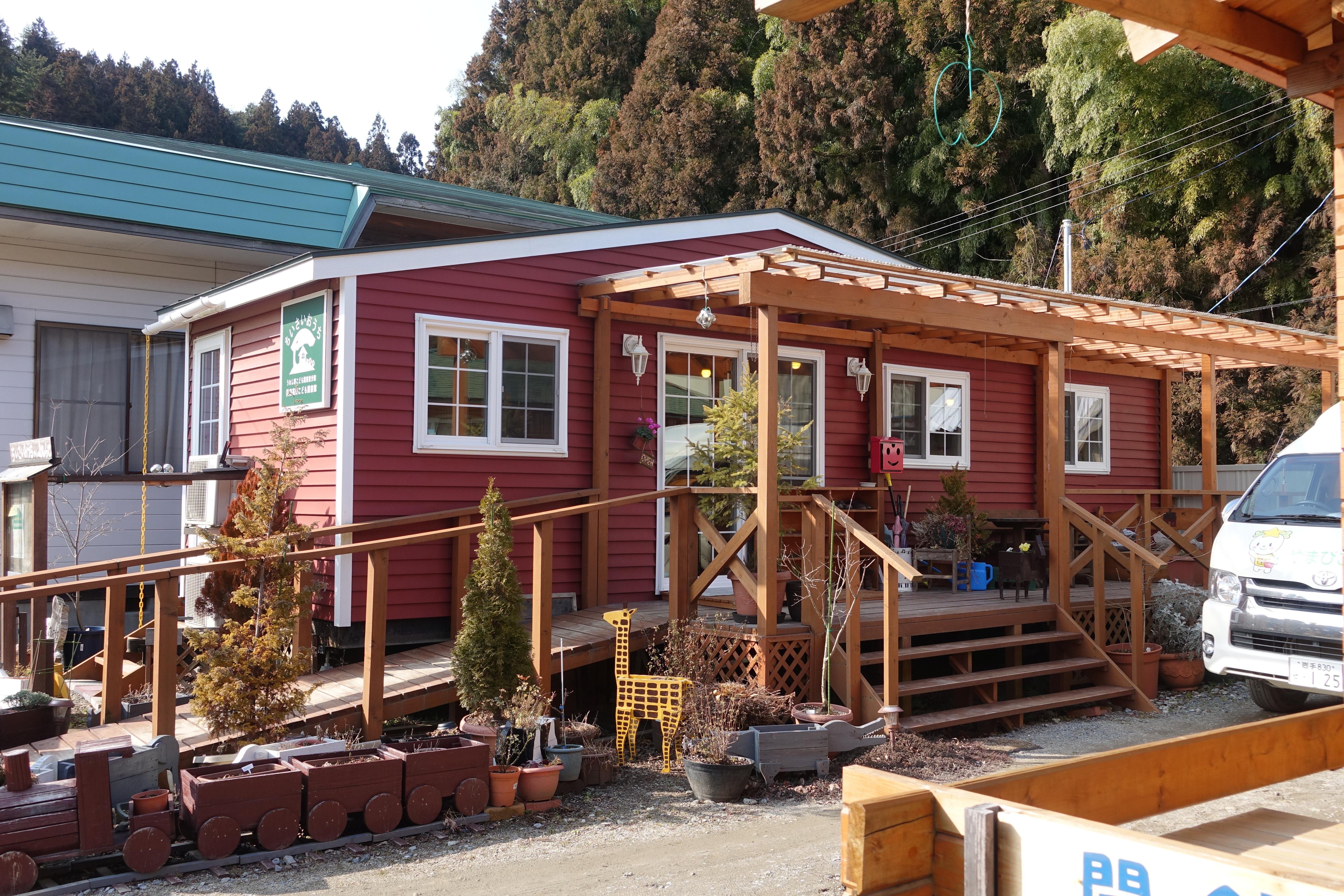
「ちいさいおうち」
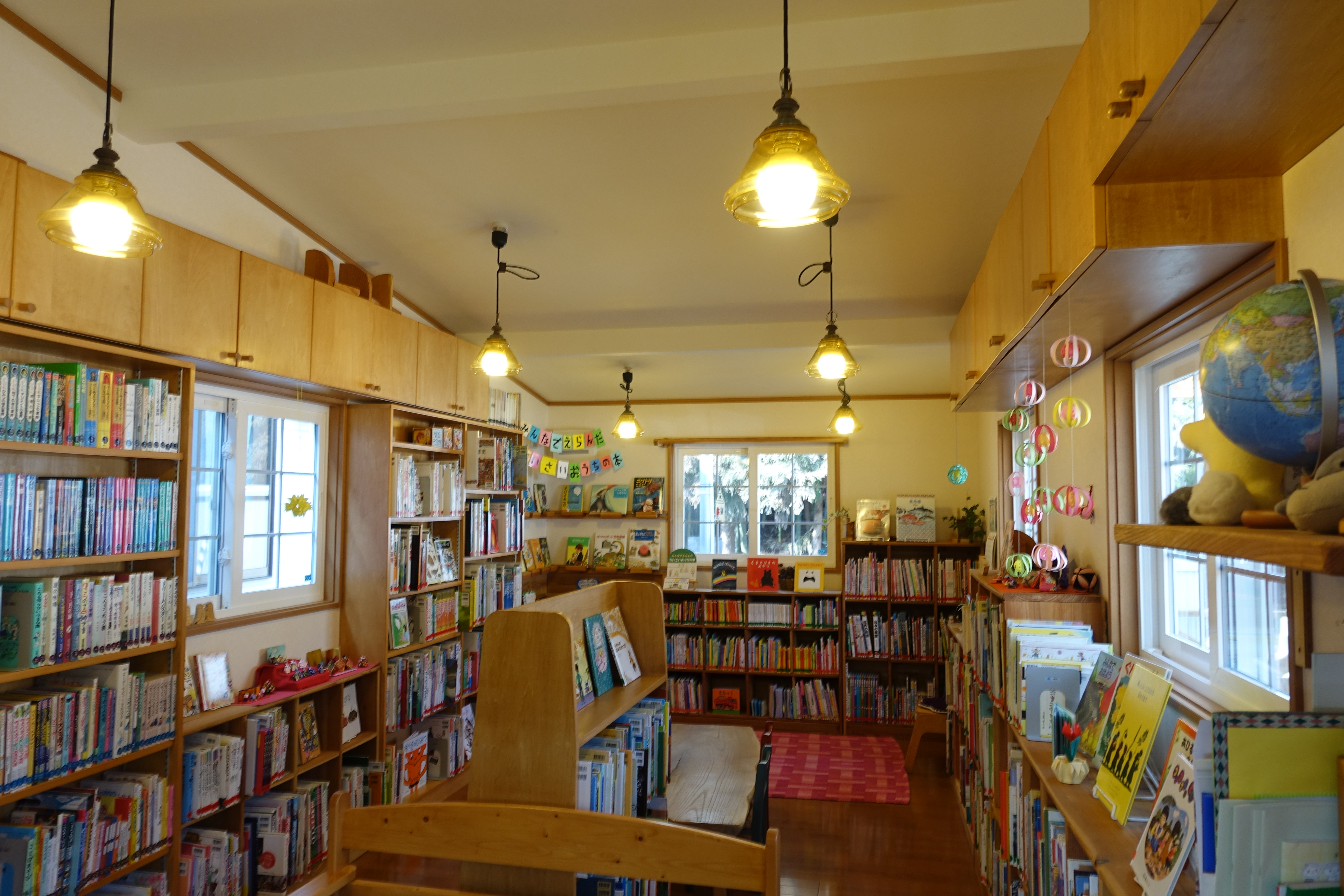
「ちいさいおうち」
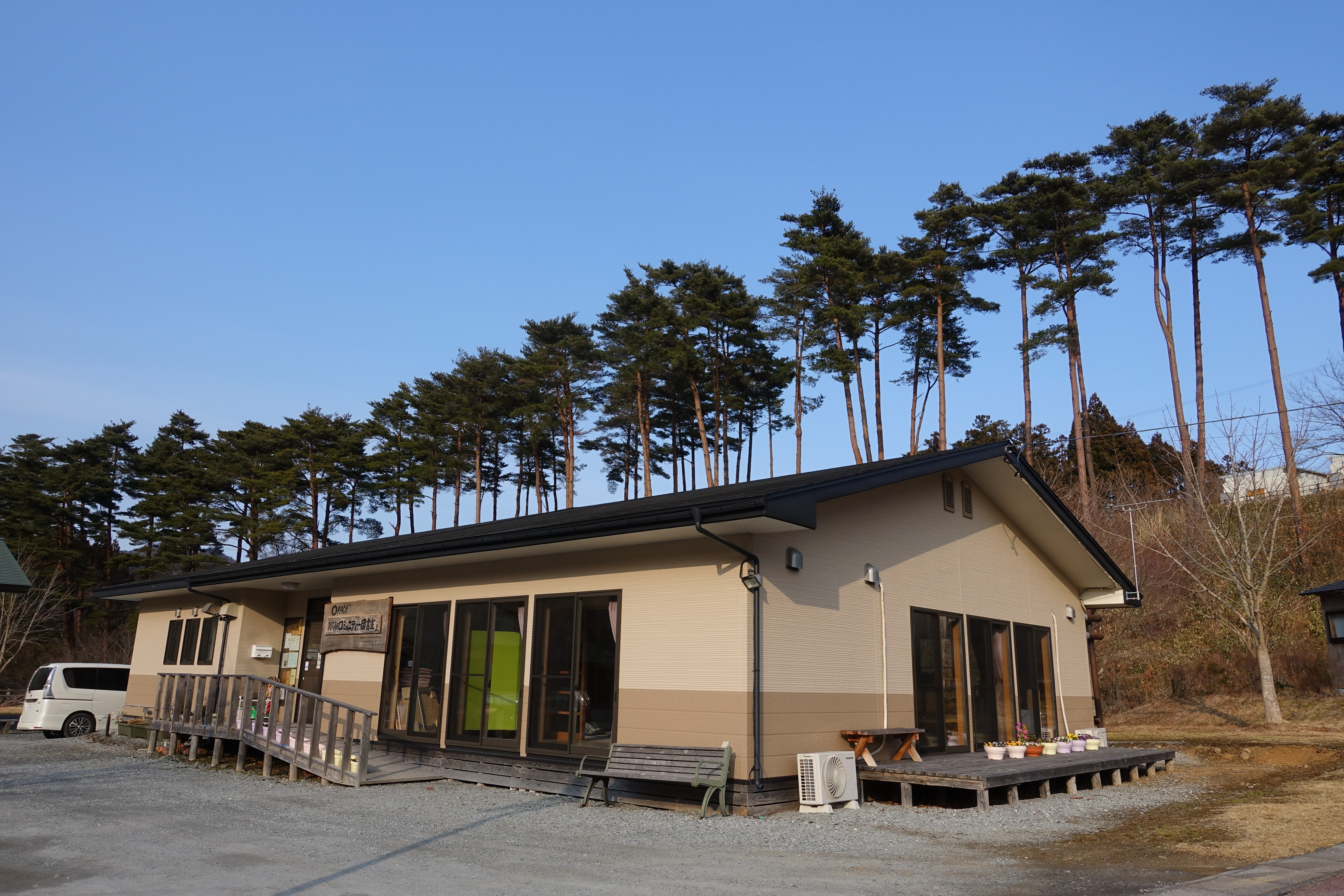
陸前高田コミュニティ図書室
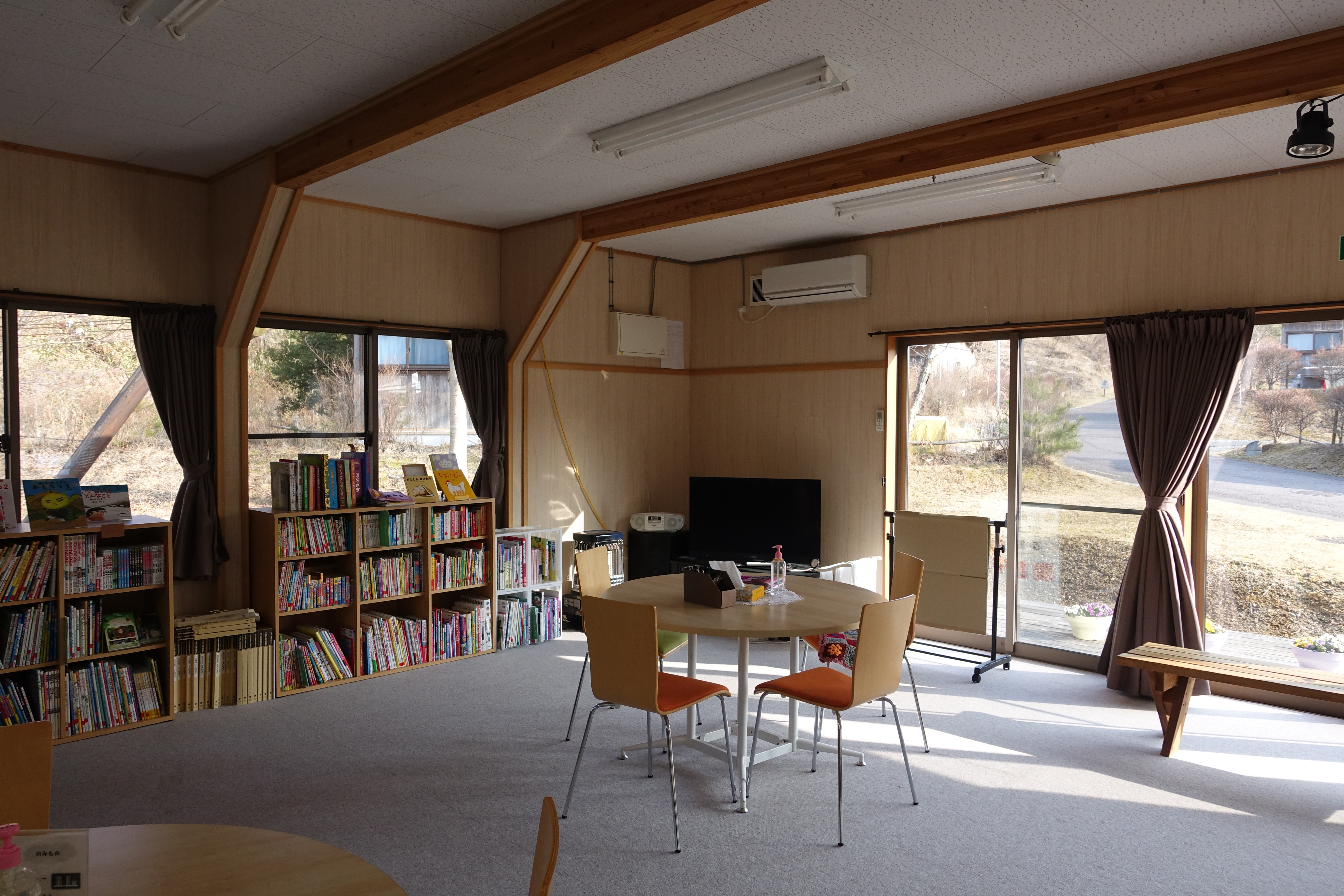
陸前高田コミュニティ図書室

## 移動図書館

### 震災前
1983年8月には450万円の費用を投じて移動図書館車「はまゆり号」の運行を開始。三菱ふそう製の26人乗りマイクロバスを用いており、1,600冊を積載できる。1993年2月には三菱ふそう製の車両で「はまゆり号」を置き換えた。2010年5月には「はまゆり号」を置き換えたが、2011年3月11日の東日本大震災時には「はまゆり号」も流出した。

### 震災後

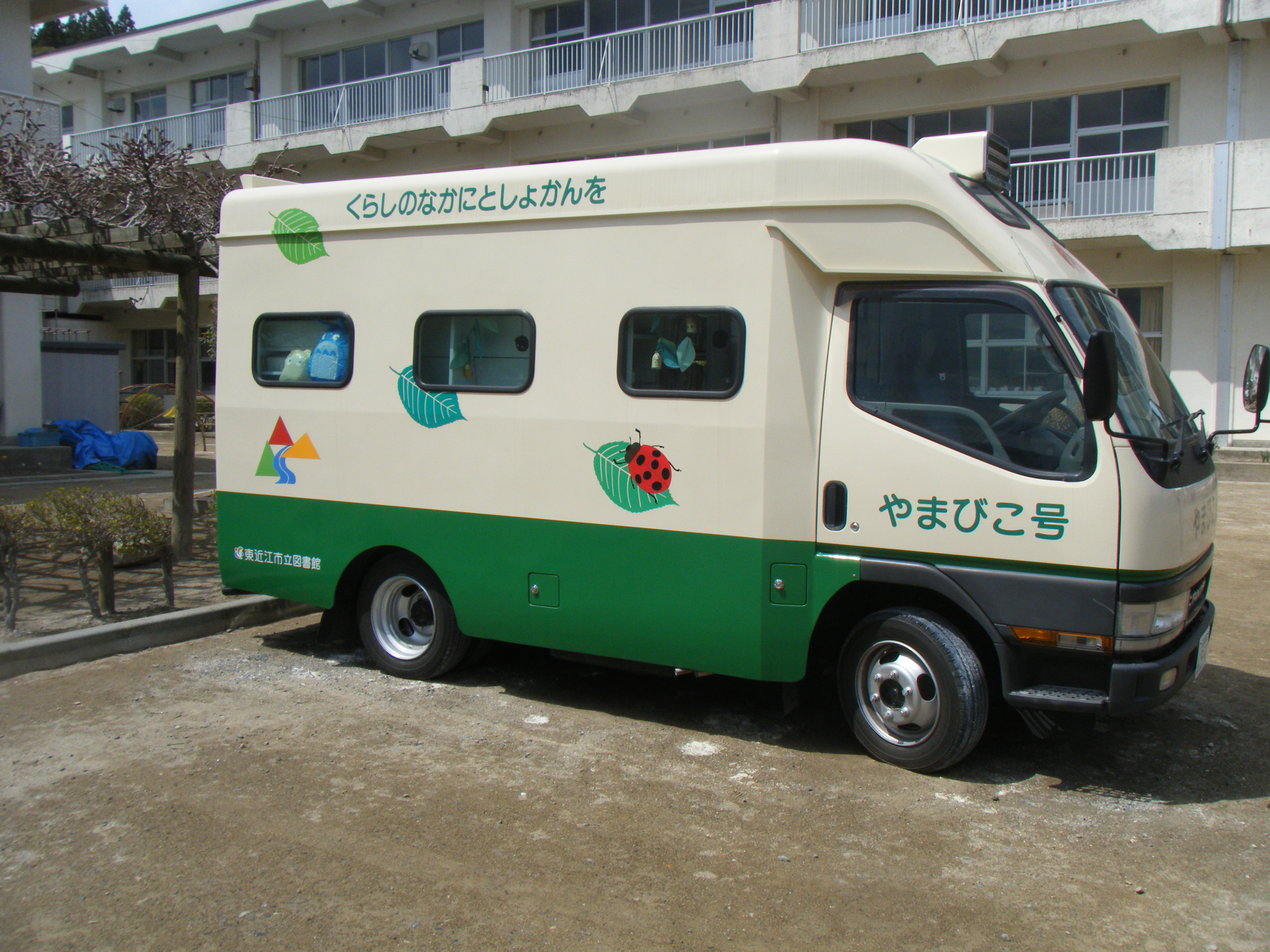
東近江市から寄贈された移動図書館車「やまびこ号」

震災直後の2011年4月には、滋賀県東近江市から移動図書館車「やまびこ号」と5,000冊（児童書3,500冊・一般書1,500冊）の図書が寄贈された。この車両は東近江市がかつて廃車として保管していた車両であり、図書は2011年度末の整理で捻出したものだった。陸前高田市はこのうちの約1,000冊を「やまびこ号」に積み込み、7月20日から移動図書館の運行を再開した。9月から本格的なサービスを開始し、学校、避難所、保育園、病院などを巡回している。
2012年6月にはイタリアの海運会社であるダミコ(D'amico)社から移動図書館車（2代目「はまゆり号」）が寄贈され、7月には移動図書館活動を本格的に再開し、巡回場所を仮設住宅12か所を含む39か所に増加させた。在日イタリア人を中心とする有志が設立した団体が窓口となっており、発起人の親族が陸前高田市在住だったことから支援先が決定したものである。2代目「はまゆり号」は左右両側に本棚を配置しており、小説・絵本・実用書など約1,700冊を収容する。「はまゆり号」はリクエストなどを基にした様々なジャンルの書籍を積み込み、小中学校などの教育機関や仮設住宅を巡回している。2013年8月時点で、陸前高田市立図書館は2台の移動図書館車を用いて市内の42か所を巡回している。
市立図書館以外では、シャンティ国際ボランティア会が軽トラックを改造した車に図書を積み込んで陸前高田市内の仮設住宅などを巡回した。陸前高田市コミュニティ図書室も手掛けるシャンティは移動図書館を重要視しており、陸前高田市に加えて大船渡市、大槌町、山田町を巡回している。被災した自治体では陸前高田市のほかに、北海道岩見沢市から宮城県名取市に、宮城県角田市から宮城県南三陸町に移動図書館車が寄贈され、熊本市から宮城県東松島市に移動図書館車が無償貸与されている。

## 利用案内
- 開館時間[89]
  - 火曜日-金曜日 : 10時-19時
  - 土・日・祝日 : 10時-17時
- 休館日[89]
  - 毎週月曜日、毎月最終水曜日、年末年始
- 貸出カード作成対象者[89]
  - 陸前高田市在住・在学・在勤者
  - 大船渡市、住田町、一関市、宮城県気仙沼市在住者
- 貸出可能冊数・貸出期間[89]
  - 図書・雑誌・紙芝居 : 10冊まで・2週間
  - CD・DVD : 2点まで・2週間